# Gottfried von Dryander

Gottfried von Dryander

Gottfried Ernst Hermann von Dryander (* 30. November 1876 in Bonn; † 18. September 1951 in Urbino, Italien) war ein deutscher Jurist, Verwaltungsbeamter und Politiker (DNVP).

## Leben und Beruf
Dryander wurde als Sohn des Hofpredigers Ernst Dryander geboren. Nach dem Besuch des Stadtgymnasiums in Halle und dem Abitur 1895 am Wilhelms-Gymnasium Berlin studierte er Rechtswissenschaften an den Universitäten in Lausanne, Bonn, Leipzig und Berlin. Er bestand 1899 das erste juristische Staatsexamen, promovierte im selben Jahr zum Dr. jur. und war ab 1901 als Regierungsreferendar in Potsdam tätig. 1904 legte er das zweite juristische Staatsexamen ab.
Dryander trat in den preußischen Staatsdienst ein, war seit 1904 als Regierungsassessor in Hadersleben tätig und wirkte seit 1905 als Landratsamtsverweser in Apenrade. 1913 wechselte er als Hilfsarbeiter zum Reichsamt des Innern. Er war seit 1914 Vortragender Rat im Geheimen Zivilkabinett und wurde später zum Geheimen Oberregierungsrat ernannt. Daneben fungierte er als Vertreter des Berliner Kabinettschefs im Großen Hauptquartier. Nach der Novemberrevolution arbeitete er bis Ende 1919 im preußischen Staatsministerium. Im Zuge der Auflösung des Geheimen Zivilkabinettes am 31. März 1920 wurde er in den einstweiligen Ruhestand versetzt. Seit 1931 war Dryander dann als Oberwaltungsgerichtsrat in Berlin tätig, bis er im September 1941 in den Wartestand versetzt wurde. Von 1942 bis 1945 war er wissenschaftlicher Mitarbeiter und zeitweise Kurator des Deutschen Institutes für Wirtschaftsforschung (DIW). Als Mitglied der Landessynode der Evangelischen Kirche Brandenburg lehnte er 1933 die Übertragung des „Arierparagraphen“ auf Geistliche ab.

## Abgeordneter
Dryander war von 1921 bis 1924 Mitglied des Preußischen Landtages. Bei der Reichstagswahl im Mai 1924 wurde er in den Deutschen Reichstag gewählt, dem er bis 1930 angehörte.

## Öffentliche Ämter
Dryander amtierte von 1908 bis 1913 als Landrat des Kreises Hadersleben.